# 商业流程改善
商业流程改善 (Business Process Improvement, BPI)是一种为了达到更高效的运营结果，系统性的帮助组织优化潜在的流程的方法。这种方法最早出现在H. James Harrington在1991年写的《商业流程改进》中。这种方法衍生出了流程再造和商业流程再工程，商业流程改善（BPI）可以把成本、循环时间降低90%，把质量提升60%。

## 概述
组织可以是一个低盈利、非盈利组织、政府机构或其他类型。这是第一个注重服务和支持流程的生产流程以外的方法。在IBM公司内，IBM总裁John F. Akers早在1980年间就制定了一套公司规定，要求IBM的运营部门改善流程，以便和生产流程一样高效。当时，要生生产流程的Cpk能够达到1.4。为了衡量达到这些目标，需要IBM的商业流程进行更大的改善。为了改善流程，IBM开发制定了商业流程改进（Business Process Improvement）方法，在1984年3月13日，商业流程改进在IBM展开以后，John Akers在波士顿全美电子联合会的质量例会上发言说：我们的研究显示，百分之五十以上的收费成本是因为预测、捕捉就纠正错误产生的。这个方法最早在IBM以外由H. James Harrington在安永和他在1991年写的书《商业流程改进：突破性的整体质量、生产力和竞争力战略》中进行了记录 他在1997年的书《商业流程改进工作指南：记录、分析、设计和管理商业流程改进》中更详细地记录了这种方法。
商业流程改进的方法：
- 确定组织的战略目标和意图 (我们是谁、做什么、为什么做？)
- 确定组织的客户 (或者股东) (我们服务于谁？)
- 协调商业流程以达到企业的目标 (我们如何做地更好？)

## 员工角色
在企业管理流程中有四种角色的人：商业领导者, 流程所有者, 操作经理和流程操作者。每种角色的责任是独特的，但是一起工作形成一个系统。有些员工可能担任多达四种角色。

### 商业领导者
领导者负责创作商业计划(包括在战略计划流程中)以及附带的资源计划，以便让组织成功。公司的高层领导负责确定客户和商业目标，这个流程包括监督企业的使命、视界和价值的达成。
领导者的角色分为 PDCA (计划、做、检查和整改)：
计划
商业领导者创造、拥有企业商业运营目标。高层领导首先需要理解客户、股东、工人、供应商和社会的需求。高层领导需要把所有这些因素考虑进行，创造一种商业模式和商业战略地图，满足客户和商业要求。
做
当企业进行商务的时候，商业领导者负责建设桥梁，消除障碍，保证商业运营目标达到。
检查
商业领导者需要周期性地检查商业运营数据，利用数据评估商业能力是否达到目标。
整改
商业领导需要负责创造整改行动，提出在商业运用数据中存在的运营问题。

### 流程所有者
流程所有者是负责设计流程、达到商业计划目标的人，由商业领导者指定。
流程所有者的角色分为PDCA (计划、做、检查和整改)：
计划
流程所有者创建、拥有组织的运营目标，首先，需要理解外部和内部的客户对流程的需求，利用商业计划，帮助理解长期和短期的客户和商业要求。
做
流程所有者负责向运营经理沟通流程的所有细节，以便执行。
检查
流程所有者定期检查运营数据，利用数据分析流程在一段时间、控制以内的效率，比较当前表现和表现目标之间的差别、发现运营问题。
整改
流程所有者负责创建改善行动，发现问题，流程改善可以包括精益生产（减少流程浪费），或者包括启动六西格玛，减少流程的变化性。改善行动可以包括运用问题解决工具，包括风险评估、根源问题分析。风险评估用来鉴定、减少、消除和预防风险。

### 运营经理
运营经理负责整合资源和流程，以便商业计划达到目标。
运营经理的角色分为PDCA (计划、做、检查和整改)：
计划
运营经理和每个流程操作者一起，创造流程操作目标，以便员工执行。运营经理需要理解流程的运营要求。
做
运营经理负责教授操作者如何进行流程工作。流程操作指导一般包括室内培训和岗位培训。操作经理监督工作、保障流程操作者收到随时的反馈。
检查
运营经理在生产过程中定期检查关键表现指标(KPI)，评估工人的能力，达到流程和流程操作目标。这些数据可以帮助理解流程的运营能力，保障达到商业计划目标，比较当前运营和运营目标的差异，发现运营问题。
整改
运营经理负责创造流程计划，发现流程问题。

### 流程操作者
流程操作者负责学习流程、按流程工作，以达到商业计划中的目标。
流程操作者的角色分为PDCA (计划、做、检查和整改)：
计划
流程操作者和运营经理一起，创造和拥有其运营目标。流程造作者负责理解流程目标，进行操作。
做
流程操作者负责学习流程、按其工作。
检查
流程操作者定期检查关键表现指数 (KPI)。流程操作者对工作，根据当前表现和KPI之间的差异进行调整。
整改
流程操作者可进行改善法等，持续对流程进行改善，报告需要改善的建议给运营经理。

## 方法
- 制定BPI是一个项目，因此项目管理中的所有原则都可以使用。这就保障了流程改善和其他事情（例如风险管理中的事情）不会冲突。[4]
- BPI的第一步是确定公司目前的结构和流程(AS-IS)。
- 然后，BPI流程所有者应该确定什么结构可以给公司目标带来附加价值，如何整合流程，达到这样的结果(TO-BE)。
- 一旦结果确定，企业的工人需要重新组织，以便可以利用BPI方法中各种不同工具达到新的目标。